# Medieföretagen
Medieföretagen är en svensk arbetsgivarorganisation för medieföretag. Den är en del av Almega och medlem i Svenskt Näringsliv. Organisationen har 650
Organisationen bildades 2009 genom sammanslagning av Mediearbetsgivarna (MIA), Tidningsutgivarnas arbetsgivardel (TU) och Sveriges Radios Arbetsgivarorganisation (SRAO).
Medlemskapet i Almega och Svenskt Näringsliv ärvdes från MIA. Att den allmännyttiga televisionen och radion samt tidningar med olika politisk inriktning blev medlemmar i opinionsbildande organisationer som Almega och SN väckte ingen större debatt. Ett undantag var ett inslag i P1-programmet Publicerat 6 juni 2009.